# Ztracený ráj (Star Trek: Stanice Deep Space Nine)
Ztracený ráj (v anglickém originále Paradise Lost) je v pořadí dvanáctá epizoda čtvrté sezóny seriálu Star Trek: Stanice Deep Space Nine. Ačkoliv se nejedná o dvojdílnou epizodu, tomuto dílu přímo předchází epizoda „Na domácí frontě“.

## Příběh
Benjamin Sisko má stále větší pochybnosti o sabotáži systému rozvodu energie na Zemi. Odo přijde na to, že Rudá četa byla transportována na Akademii Hvězdné flotily 26 minut po vyhlášení výjimečného stavu. O jejich bezpečnost velení Flotily nešlo, protože později byla všechna družstva kadetů přidělena k polním jednotkám. Při osobním videorozhovoru se velitel Akademie chová podivně a požádá Siska, aby záznamy smazal. Také prohlásí, že byl proti využití kadetů Rudé čety admirálem Leytonem, ale uznává, že svou práci odvedli dobře. Nevyřešených otázek tak přibude, místo toho, aby jich ubylo.
Sisko si do otcovy restaurace pozve Noga, pozorně ho vyslechne a poté z něj rozkazem dostane jméno velitele Rudé čety. Do své pracovny si pak pozve kadeta Sheparda: ten je překvapen, že o akci Rudé čety někdo ví, protože záznamy měl smazat velící důstojník, jehož jméno ale nezná. Shepard dále přizná, že se Rudá četa nalodila na USS Lakotu, zde dostali potřebné vybavení a kódy a pak byli transportováni do Centra planetárních operací v Lisabonu. Zde se nabourali do počítačů a vypustili viry, které následně způsobily selhání rozvodů energie. Tím se de facto přizná ke spáchání velezrady. Měňavci by touto akcí nic nezískali, takže se stopy začínají stáčet k admirálu Leytonovi a komandérovi Benteenové. Prezident Inyo tyto dedukce odmítne. Odo mu připomene, že se Leyton a jeho frakce snažili už předtím zvýšit bezpečnostní opatření proti měňavcům a zároveň tak posílit svou pozici. Sisko prezidentovi jako důkaz navrhne, aby přikázal Leytonovi odvolat jednotky a stáhnout se, ale to by možná vyvolalo celoplanetární nepokoje. Inyo potřebuje důkaz a Sisko slíbí, že ho obstará. Jenže Rudá četa byla odvolána ze sluneční soustavy a Leyton si v Siskově restauraci vyžádá osobní rozhovor s Benjaminem. Admirál nepopře svou roli v celém případu, jenže on se snaží zabránit invazi Dominionu za každou cenu, i kdyby to mělo znamenat nastolení vojenské diktatury. S tím Sisko samozřejmě nesouhlasí, takže je odvolán ze své funkce a má se vrátit na stanici Deep Space Nine.
Odo se nabourá do databáze Flotily a zjistí, že bylo převeleno mnoho důstojníky Flotily v soustavě. Další přesuny se chystají na den před prezidentovým projevem. Sisko zůstane na Zemi aby si „vybral dovolenou“, jenže při pokusu informovat prezidenta je přinucen odevzdat krevní vzorek, který je pozitivní. Vzápětí je uvězněn. Leyton ho navštíví ve vězení a přizná se, že vzorek zfalšoval. Také prohlásí, že prezident žádný projev mít nebude, pouze on. Odo Siska osvobodí a potvrdí, že Defiant je na cestě k Zemi. Na palubě veze důstojníka Arriagu, který je zodpovědný za samovolné otevírání červí díry. Sisko zadrží admirála v jeho kajutě a požaduje jeho rezignaci. Leyton kontruje konstatováním, že se Arriaga na Zemi nedostane, protože Defiant zadrží Lakota. Posádka kapitánky Benteenové má věřit, že Defiant je plný měňavců. Lakota začne střílet na Defiant a ten opětuje palbu. Benteenová zavolá Leytona, že má za úkol Defiant zastavit, ne zničit, ale admirál jí přikáže střílet. Obě lodě jsou těžce poškozené, jenže pak Lakota deaktivuje zbraně a nechá Defiant proletět. Sisko donutí pod tíhou faktů Leytona rezignovat.